# Röhrig (Altenkunstadt)
Röhrig ist ein Weiler und Ortsteil der Gemeinde Altenkunstadt im oberfränkischen Landkreis Lichtenfels.

## Geografische Lage
Der Weiler liegt am Zusammenfluss des Kapellenbachs und der Weismain auf 283–289 m ü. NN. Nördlich von Röhrig befindet sich Altenkunstadt, im Westen Woffendorf.

## Geschichte
Röhrig wurde vermutlich Anfang des 2. Jahrtausends n. Chr. gegründet. Schon bald wurde an der Weismain die Rohrmühle errichtet, die älteste zu Altenkunstadt gehörende Mühle. Erwähnt wurde sie erstmals als „Rormuel“ in einem Kaufvertrag mit dem Kloster Langheim im Jahr 1180. Im Laufe der Jahrhunderte hatte sich bei der Rohrmühle eine kleine Ansiedlung gebildet. Ein Teil davon gehörte lange Zeit zu Pfaffendorf. Für das Jahr 1801 ist durch den Bamberger Mathematikprofessor und Topografiker Johann Baptist von Roppelt eine genauere Beschreibung der des Dorfes und seiner Zugehörigkeit überliefert:

„Dieser Ort hat keine Dorfs- und Gemeindeplätz, auch keine besondere Gemeindeherrschaft, sondern liegt allenthalben im Altenkunstadter Bezirke. Die Zent gehört nach Weismayn, die Geistlichkeit nach Altenkunstatt. Der Zehend ist in dem Altenkunstatter und Pfaffendorfer Zehend begriffen. Der Ort besteht aus einer Mühle Rohrmühle genannt, mit Haus, Stadel, Nebengebäuden, drei Mahlgängen und einem Schneidgang, welche von dem Weismaynflusse getrieben werden, und in einer mit Haus und Stadel bebauten Sölden, die dem Kloster Langheim Lehen- und vogteibar und dem dasigen Klosteramte steuerbar sind. Ein Fischwasser hinter der Mühle aber ist dem Amte Weismayn steuerbar.“

Nach einem Brand wurde die Mühle in den 1970er Jahren abgerissen. Die Altenkunstadter Gesamtschule mit dem Sportzentrum Kordigasthalle wurde 1977 zwischen der Weismain und dem im Mittelalter künstlich angelegten Mühlbach errichtet.

### Einwohnerentwicklung
Die Tabelle gibt die Einwohnerentwicklung Röhrigs wieder.
| Jahr | Einwohner | Quelle: |
| ---- | --------- | ------- |
| 1818 | 33        | [ 3 ]   |
| 1950 | 64        | [ 3 ]   |
| 1977 | 25        | [ 3 ]   |
| 2005 | 22        | [ 3 ]   |
| 2011 | 27        | [ 4 ]   |
| 2012 | 28        | [ 5 ]   |
| 2013 | 27        | [ 6 ]   |

## Religion
Von den 27 Einwohnern waren im Juli 2013 ca. 70 % (19) römisch-katholisch, ca. 22 % (6) evangelisch und ca. 8 % (2) andersgläubig bzw. konfessionslos.